# Liste der Gerechten unter den Völkern aus Norwegen

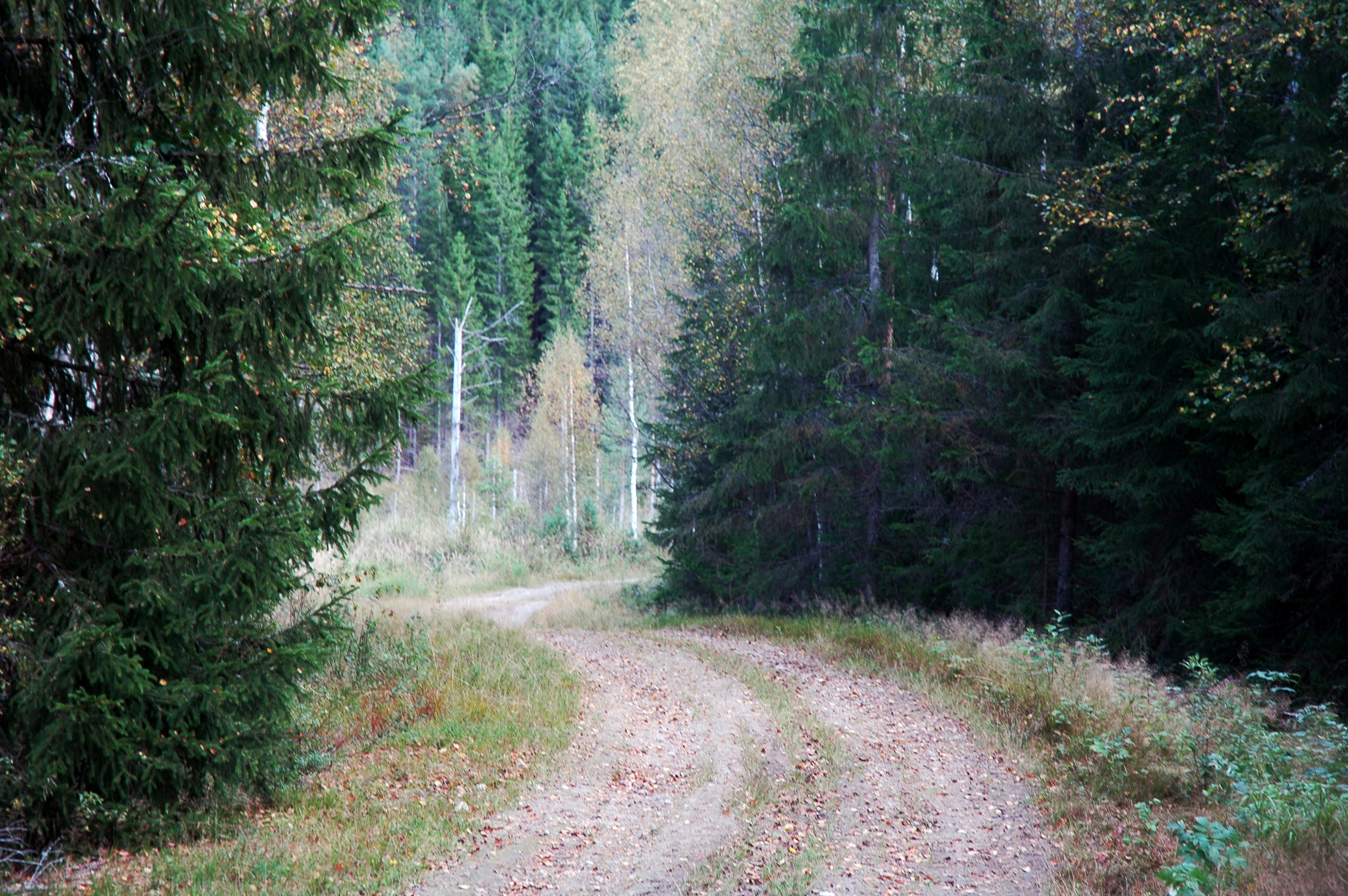
Blick auf einen Abschnitt des Weges, auf dem im Rahmen des "Carl-Fredriksen-Transports" Juden aus dem besetzten Norwegen nach Schweden gelangten

Die Liste der Gerechten unter den Völkern aus Norwegen führt in alphabetischer Reihenfolge diejenigen Norweger und Norwegerinnen auf, die von der Gedenkstätte Yad Vashem mit dem Titel Gerechter unter den Völkern geehrt wurden.

## Hintergrund
Unter dem Decknamen Unternehmen Weserübung überfiel die deutsche Wehrmacht im Zweiten Weltkrieg am 9. April 1940 Dänemark und Norwegen. Damit begann die Besetzung Norwegens, die bis zum 8. Mai 1945, dem Tag der bedingungslosen Kapitulation der Wehrmacht, andauern sollte. Zum Zeitpunkt der deutschen Besetzung Norwegens, lebten etwa 2200 Juden im Land, davon waren etwa 300 Flüchtlinge aus Deutschland, Österreich oder der Tschechoslowakei. 764 Juden in Norwegen wurden während der deutschen Besatzung des Landes umgebracht, aber 1.000 konnten durch die Hilfe nicht-jüdischer Norweger und Norwegerinnen gerettet werden. Die meisten wurden dadurch gerettet, dass die Helfer sie aus dem Land heraus ins nicht besetzte Schweden schmuggelten. In dem in der Tabelle erwähnten jüdischem Kinderheim in Oslo überlebten zudem 14 jüdische Kinder innerhalb des Landes die Besatzung.
Israel hat nach der Staatsgründung 1948 den Ehrentitel Gerechter unter den Völkern (hebräisch חסיד אומות העולם Chassid Umot ha-Olam) eingeführt, um nichtjüdische Einzelpersonen zu ehren, die unter nationalsozialistischer Herrschaft während des Zweiten Weltkriegs ihr Leben einsetzten, um Juden vor der Ermordung zu retten.
68 norwegische Frauen und Männer erhielten bisher den Titel Gerechter unter den Völkern. Außerdem wurde die norwegische Widerstandsbewegung gegen die Nationalsozialisten 1977 kollektiv geehrt.

## Liste
Die Liste ist alphabetisch nach Nachnamen geordnet. Hinter dem Namen ist jeweils das Geburtsdatum, das Sterbedatum, der Ort der Rettung, der Grund der Ehrung und das Jahr der Ehrung angegeben.
| Name                          | Geboren       | Gestorben     | Ort              | Grund | Jahr |
| ----------------------------- | ------------- | ------------- | ---------------- | --- | ---- |
| Alfhild Bonnevie              | 1916          | 2014          | Oslo             | Nanti und Harald Bryn, Alfhild Bonnevie, Agnes und Einar Follestad, Finn und Valdis Nielssen sowie Agnes und Carl Wilhelmsen retteten einer Reihe von Juden aus Oslo, darunter Herman Raskow und seine schwangere Frau Fanny, das Leben. Die neun Norweger versteckten die Verfolgten in ihren Häusern und organisierten deren Flucht nach Schweden. | 1999 |
| Ola Breisjøberget             | 9. Sep. 1923  |               | Oslo             | Nina Hackel-Hasvold, Nic Waal, Martin Solvang, Gerda Tanberg, Ola Rauken und Ola Breisjoberget retteten das Leben von 13 jüdischen Kindern aus dem Jüdischen Kinderheim in Oslo. Das Kinderheim war 1938 und 1939 von der jüdischen Gemeinde in Oslo gegründet worden und beherbergte jüdische Kinder, die aus Österreich und Prag stammten. Nach der deutschen Besetzung Norwegens erzwangen die Deutschen und ihre norwegischen Kollaborateure die Rückführung von acht dieser Kinder zu ihren Familien. Sie kamen alle im Holocaust ums Leben. Die 13 Kinder verbliebenen Kinder im Kinderheim wurden – als die im November 1942 die Verhaftungen von jüdischen Frauen und Kindern begannen – von Nina Hackel-Hasvold, Nic Waal, Martin Solvang, Gerda Tanberg, Ola Rauken und Ola Breisjoberget über die Grenze nach Schweden gebracht. | 2006 |
| Harald Bryn                   |               |               | Oslo             | Nanti und Harald Bryn, Alfhild Bonnevie, Agnes und Einar Follestad, Finn und Valdis Nielssen sowie Agnes und Carl Wilhelmsen retteten einer Reihe von Juden aus Oslo, darunter Herman Raskow und seine schwangere Frau Fanny, das Leben. Die neun Norweger versteckten die Verfolgten in ihren Häusern und organisierten deren Flucht nach Schweden. | 1999 |
| Nanti Bryn                    |               |               | Oslo             | Nanti und Harald Bryn, Alfhild Bonnevie, Agnes und Einar Follestad, Finn und Valdis Nielssen sowie Agnes und Carl Wilhelmsen retteten einer Reihe von Juden aus Oslo, darunter Herman Raskow und seine schwangere Frau Fanny, das Leben. Die neun Norweger versteckten die Verfolgten in ihren Häusern und organisierten deren Flucht nach Schweden. | 1999 |
| Andreas Diesen                |               |               | Oslo             | Dr. Andreas Diesen wies den jüdischen Pianisten Robert Levin im Oktober 1942 unter einer falschen Diagnose in das Ullevål Hospital in Oslo ein, wo er von Diesen und Dr. Haakon Saethre – gemeinsam mit weiteren jüdischen „Patienten“ – vor den anstehenden Verfolgungen und Deportationen geschützt wurde. Nach einem mehrtägigen Krankenhausaufenthalt wurde Levin von der norwegischen Widerstandsbewegung aus dem Krankenhaus in eine Wohnung in Oslo und schließlich nach Schweden geschmuggelt. Er erreichte Schweden Ende November 1942, kurz bevor der erste Judentransport von Oslo nach Auschwitz abfuhr. | 2013 |
| Anna Eggen                    | 1888          | 16. Aug. 1965 | Skien            | Kjell Eggen und seine Eltern Anna Eggen und Staal Eggen versteckten und organisierten den illegalen Transfer für Ivar Becker, Sigurd Becker, Sonia Becker und Paula Becker. | 2012 |
| Kjell Eggen                   | 1919          | 22. März 1999 | Skien            | Kjell Eggen und seine Eltern Anna Eggen und Staal Eggen versteckten und organisierten den illegalen Transfer für Ivar Becker, Sigurd Becker, Sonia Becker und Paula Becker. | 2012 |
| Staal Eggen                   | 1879          | 18. März 1970 | Skien            | Kjell Eggen und seine Eltern Anna Eggen und Staal Eggen versteckten und organisierten den illegalen Transfer für Ivar Becker, Sigurd Becker, Sonia Becker und Paula Becker. | 2012 |
| Bergljot Enger                | 3. Aug. 1904  | 10. Aug. 1989 | Oslo             | Bergljot Enger versteckte und organisierte den illegalen Transfer für einundzwanzig jüdische Mitbürger. | 2016 |
| Per Faye-Hansen               | 12. Apr. 1916 | 1992          | Oslo             | Per Faye-Hansen fand ab Oktober 1942 für viele norwegische Juden, die von Verfolgung und Deportation bedroht waren, Verstecke und war für die Planung und Organisation der Flucht von Dutzenden von Juden nach Schweden verantwortlich. Zu den Geretteten gehörte zum Beispiel der Medizinstudent Gabriel Stiris. | 2007 |
| Agnes Follestad               | 1917          |               | Oslo             | Nanti und Harald Bryn, Alfhild Bonnevie, Agnes und Einar Follestad, Finn und Valdis Nielssen sowie Agnes und Carl Wilhelmsen retteten einer Reihe von Juden aus Oslo, darunter Herman Raskow und seine schwangere Frau Fanny, das Leben. Die neun Norweger versteckten die Verfolgten in ihren Häusern und organisierten deren Flucht nach Schweden. | 1999 |
| Einar Follestad               |               |               | Oslo             | Nanti und Harald Bryn, Alfhild Bonnevie, Agnes und Einar Follestad, Finn und Valdis Nielssen sowie Agnes und Carl Wilhelmsen retteten einer Reihe von Juden aus Oslo, darunter Herman Raskow und seine schwangere Frau Fanny, das Leben. Die neun Norweger versteckten die Verfolgten in ihren Häusern und organisierten deren Flucht nach Schweden. | 1999 |
| Ingvild Furre                 | 1916          | 7. Dez. 1991  | Oslo             | Ingvild Furre und ihre Tante Randi Sorensen aus Oslo versteckten Ende 1942 bis April 1943 die beiden jüdischen Schwestern Rosa Paikin und Elle Paikin und organisierten deren illegalen Transfer nach Schweden. | 2010 |
| Petter Gabrielsen             |               |               | Oslo             | Petter Gabrielsen organisierte den illegalen Transfer jüdischer Mitbürger. | 2021 |
| Nina Hasvold                  | 1910          |               | Oslo             | Nina Hackel-Hasvold, Nic Waal, Martin Solvang, Gerda Tanberg, Ola Rauken und Ola Breisjoberget retteten das Leben von 13 jüdischen Kindern aus dem Jüdischen Kinderheim in Oslo. Das Kinderheim war 1938 und 1939 von der jüdischen Gemeinde in Oslo gegründet worden und beherbergte jüdische Kinder, die aus Österreich und Prag stammten. Nach der deutschen Besetzung Norwegens erzwangen die Deutschen und ihre norwegischen Kollaborateure die Rückführung von acht dieser Kinder zu ihren Familien. Sie kamen alle im Holocaust ums Leben. Die 13 Kinder verbliebenen Kinder im Kinderheim wurden – als die im November 1942 die Verhaftungen von jüdischen Frauen und Kindern begannen – von Nina Hackel-Hasvold, Nic Waal, Martin Solvang, Gerda Tanberg, Ola Rauken und Ola Breisjoberget über die Grenze nach Schweden gebracht. | 2006 |
| Sigrid Helliesen-Lund         | 1892          | 1987          | Oslo             | Sigrid Helliesen-Lunds Engagement für verfolgte Juden begann 1939. Sie war daran beteiligt, jüdische Kinder aus Prag nach Norwegen zu bringen. Ab dann war sie sehr aktiv im Unterhalt des Jüdischen Kinderheims in Oslo, in dem diese Kinder und andere Flüchtlinge, unterstützt von der jüdischen Gemeinde, lebten. Nach der deutschen Besatzung und dem Beginn der Deportation der Juden aus Norwegen engagierte sie sich für die erfolgreiche Schleusung dieser Kinder nach Schweden. | 2006 |
| Bjørn Hougen                  | 15. Sep. 1898 | 1. März 1976  | Oslo             | Prof. Bjørn Hougen und Torbjørg Hougen versteckten im November 1942 für einige Tage ihre jüdische Nachbarin Amalie Laksov und ihren Sohn Dan Laksov, die von Deportation bedroht waren. Anschließend wurden die beiden für einige Tage zu Bjørn Hougens Schwester Helga Hougen und dann zu seiner Cousine, auch Helga Hougen mit Namen, gebracht. Von hier wurden Mutter und Kind vom norwegischen Widerstand gegen die deutsche Besatzung nach Schweden geschleust. | 2002 |
| Torbjørg Hougen               |               |               | Oslo             | Prof. Bjørn Hougen und Torbjørg Hougen versteckten im November 1942 für einige Tage ihre jüdische Nachbarin Amalie Laksov und ihren Sohn Dan Laksov, die von Deportation bedroht waren. Anschließend wurden die beiden für einige Tage zu Bjørn Hougens Schwester Helga Hougen und dann zu seiner Cousine, auch Helga Hougen mit Namen, gebracht. Von hier wurden Mutter und Kind vom norwegischen Widerstand gegen die deutsche Besatzung nach Schweden geschleust. | 2002 |
| Helga Hougen                  |               |               | Oslo             | Prof. Bjørn Hougen und Torbjørg Hougen versteckten im November 1942 für einige Tage ihre jüdische Nachbarin Amalie Laksov und ihren Sohn Dan Laksov, die von Deportation bedroht waren. Anschließend wurden die beiden für einige Tage zu Bjørn Hougens Schwester Helga Hougen und dann zu seiner Cousine, auch Helga Hougen mit Namen, gebracht. Von hier wurden Mutter und Kind vom norwegischen Widerstand gegen die deutsche Besatzung nach Schweden geschleust. | 2002 |
| Helga Hougen                  |               |               | Oslo             | Prof. Bjørn Hougen und Torbjørg Hougen versteckten im November 1942 für einige Tage ihre jüdische Nachbarin Amalie Laksov und ihren Sohn Dan Laksov, die von Deportation bedroht waren. Anschließend wurden die beiden für einige Tage zu Bjørn Hougens Schwester Helga Hougen und dann zu seiner Cousine, auch Helga Hougen mit Namen, gebracht. Von hier wurden Mutter und Kind vom norwegischen Widerstand gegen die deutsche Besatzung nach Schweden geschleust. | 2002 |
| Kåre Kleivan                  | 13. Juli 1917 |               | Tromsø           | Kare Kleivan und Markus Rotvold waren zwei junge Männer aus Tromsø, die sich zu Fuß auf den Weg nach Finnland gemacht hatten, um sich den alliierten Streitkräften anzuschließen und gegen Nazi-Deutschland zu kämpfen. Unterwegs trafen sie auf die jüdische Familie Smith aus Tromsø, die auf der Flucht vor den Deportationen war. Die Smiths waren erschöpft von der langen Wanderung und die beiden norwegischen Jugendlichen blieben bei der jüdischen Familie, trugen deren beide Mädchen auf dem Rücken und geleiteten sie nach Cavi. Hier blieb die Familie Smith mehrere Monate und überquerte dann die Grenze nach Finnland. | 2006 |
| Reidar Larsen                 | 1899          | 1979          | Oslo             | Reidar Larsen organisierte – gemeinsam mit Bergljot Pettersen und ihrem Ehemann Alf Pettersen – den Carl-Fredriksen-Transport, wodurch die Flucht von zweiundzwanzig jüdischen Mitbürgern ins Nachbarland Schweden möglich wurde. | 2016 |
| Erling Malm                   | 1882          | 7. Nov. 1942  | Oslo             | Erling Malm, ein Rechtsanwalt am Obersten Gerichtshof Norwegens, versteckte im Oktober 1942 auf Bitten seines Sohnes Ole Jacob Malm, eines wichtigen Mitgliedes der norwegischen Untergrundbewegung gegen die deutsche Besatzung, den jüdischen Medizinprofessor Dr. Jaroschy und seine Frau. Das tschechische Ehepaar Jaroschy sollte nach Schweden geschleust werden, wurde aber gefasst und verriet im Verhör den Namen von Erling Malm. Letzterer wurde am 3. November 1942 verhaftet, weil er Juden versteckt hatte. Am 6. Dezember 1942 wurde er aus seiner Einzelhaftzelle in den Folterkeller der Gestapo in Oslo gebracht. Aus Angst, den Namen seines Sohnes und damit des Netzwerkes zum Herausschmuggeln der Juden aus Norwegen unter der Folter preiszugeben, beging Malm in der Nacht des 7. November 1942 Selbstmord. | 1994 |
| Hans Christen Mamen           |               |               | Asker            | Hans Christen Mamen, ein Theologiestudent aus Asker, brachte im Herbst 1942 zahlreiche kleine Gruppen jüdischer Flüchtlinge von seinem Heimatort über die Grenze nach Schweden, bis er schließlich selbst fliehen musste. | 1979 |
| Astrid Michelsen              | 1909          |               | Oslo             | Björn Michelsen, seine Frau Astrid Michelsen und sein Vater Dr. August Michelsen versteckten im Oktober 1942 ihren jüdischen Freund John Jakobson und dessen Frau Chesne Jakobson sowie drei seiner Verwandten, Adolf Bekker, Bernhard Playdal (Plesansky) und Rosa Plesansky. Später im Jahr wurden alle fünf, wahrscheinlich mit Hilfe der norwegischen Widerstandsbewegung, ins neutrale Schweden geschmuggelt. Björn Michelsen, der Mitglied der norwegischen Widerstandsbewegung Milorg war, wurde im Februar 1943 verhaftet. Im September desselben Jahres wurde er im Konzentrationslager Natzweiler-Struthof im Elsass interniert, wo er im April 1944 starb. | 2001 |
| August Michelsen              |               |               | Oslo             | Björn Michelsen, seine Frau Astrid Michelsen und sein Vater Dr. August Michelsen versteckten im Oktober 1942 ihren jüdischen Freund John Jakobson und dessen Frau Chesne Jakobson sowie drei seiner Verwandten, Adolf Bekker, Bernhard Playdal (Plesansky) und Rosa Plesansky. Später im Jahr wurden alle fünf, wahrscheinlich mit Hilfe der norwegischen Widerstandsbewegung, ins neutrale Schweden geschmuggelt. Björn Michelsen, der Mitglied der norwegischen Widerstandsbewegung Milorg war, wurde im Februar 1943 verhaftet. Im September desselben Jahres wurde er im Konzentrationslager Natzweiler-Struthof im Elsass interniert, wo er im April 1944 starb. | 2001 |
| Bjørn Michelsen               | 1909          | 1944          | Oslo             | Björn Michelsen, seine Frau Astrid Michelsen und sein Vater Dr. August Michelsen versteckten im Oktober 1942 ihren jüdischen Freund John Jakobson und dessen Frau Chesne Jakobson sowie drei seiner Verwandten, Adolf Bekker, Bernhard Playdal (Plesansky) und Rosa Plesansky. Später im Jahr wurden alle fünf, wahrscheinlich mit Hilfe der norwegischen Widerstandsbewegung, ins neutrale Schweden geschmuggelt. Björn Michelsen, der Mitglied der norwegischen Widerstandsbewegung Milorg war, wurde im Februar 1943 verhaftet. Im September desselben Jahres wurde er im Konzentrationslager Natzweiler-Struthof im Elsass interniert, wo er im April 1944 starb. | 2001 |
| Finn Nielssen                 |               |               | Oslo             | Nanti und Harald Bryn, Alfhild Bonnevie, Agnes und Einar Follestad, Finn und Valdis Nielssen sowie Agnes und Carl Wilhelmsen retteten einer Reihe von Juden aus Oslo, darunter Herman Raskow und seine schwangere Frau Fanny, das Leben. Die neun Norweger versteckten die Verfolgten in ihren Häusern und organisierten deren Flucht nach Schweden. | 1999 |
| Valdis Nielssen               |               |               | Oslo             | Nanti und Harald Bryn, Alfhild Bonnevie, Agnes und Einar Follestad, Finn und Valdis Nielssen sowie Agnes und Carl Wilhelmsen retteten einer Reihe von Juden aus Oslo, darunter Herman Raskow und seine schwangere Frau Fanny, das Leben. Die neun Norweger versteckten die Verfolgten in ihren Häusern und organisierten deren Flucht nach Schweden. | 1999 |
| Anny Nilsen                   | 24. Sep. 1893 | 14. Juli 1945 | Balsfjord        | Das Ehepaar Nikolai Nilsen und Anny Nilsen mit ihren Kindern Edmund, Nordal, Jenny und Pauline aus Balsfjord war befreundet mit der jüdischen Familie Smith aus Tromsø. Die Nilsen versteckten die Familie Smith 1940 drei Wochen lang in ihrem Haus und Nikolai Nilsen organisierte dann ihre Flucht nach Schweden und führte sie selbst über die Berge. Die Familie Smith kehrte aus Sorge um weitere Familienmitglieder im Januar 1941 nach Norwegen zurück, wohnte zunächst bei den Nilsens und dann wieder in Tromsø. Im Juni 1941 wurden alle jüdischen Männer, einschließlich Herman Smith, verhaftet und in das nahe gelegene Lager in Sydspissen, später in das Konzentrationslager Grini in der Nähe von Oslo gebracht, wo er Sklavenarbeit leisten musste. Am 26. November 1942 wurde er nach Polen deportiert und starb am 13. Februar 1943 im Konzentrationslager KZ Auschwitz-Birkenau. Seine Frau und seine Kinder konnten sich bis Kriegsende bei der Familie Nilsen verstecken. | 2006 |
| Edmund Nilsen                 | 5. März 1921  |               | Balsfjord        | Das Ehepaar Nikolai Nilsen und Anny Nilsen mit ihren Kindern Edmund, Nordal, Jenny und Pauline aus Balsfjord war befreundet mit der jüdischen Familie Smith aus Tromsø. Die Nilsen versteckten die Familie Smith 1940 drei Wochen lang in ihrem Haus und Nikolai Nilsen organisierte dann ihre Flucht nach Schweden und führte sie selbst über die Berge. Die Familie Smith kehrte aus Sorge um weitere Familienmitglieder im Januar 1941 nach Norwegen zurück, wohnte zunächst bei den Nilsens und dann wieder in Tromsø. Im Juni 1941 wurden alle jüdischen Männer, einschließlich Herman Smith, verhaftet und in das nahe gelegene Lager in Sydspissen, später in das Konzentrationslager Grini in der Nähe von Oslo gebracht, wo er Sklavenarbeit leisten musste. Am 26. November 1942 wurde er nach Polen deportiert und starb am 13. Februar 1943 im Konzentrationslager KZ Auschwitz-Birkenau. Seine Frau und seine Kinder konnten sich bis Kriegsende bei der Familie Nilsen verstecken. | 2006 |
| Jenny Nilsen                  | 13. Mai 1924  |               | Balsfjord        | Das Ehepaar Nikolai Nilsen und Anny Nilsen mit ihren Kindern Edmund, Nordal, Jenny und Pauline aus Balsfjord war befreundet mit der jüdischen Familie Smith aus Tromsø. Die Nilsen versteckten die Familie Smith 1940 drei Wochen lang in ihrem Haus und Nikolai Nilsen organisierte dann ihre Flucht nach Schweden und führte sie selbst über die Berge. Die Familie Smith kehrte aus Sorge um weitere Familienmitglieder im Januar 1941 nach Norwegen zurück, wohnte zunächst bei den Nilsens und dann wieder in Tromsø. Im Juni 1941 wurden alle jüdischen Männer, einschließlich Herman Smith, verhaftet und in das nahe gelegene Lager in Sydspissen, später in das Konzentrationslager Grini in der Nähe von Oslo gebracht, wo er Sklavenarbeit leisten musste. Am 26. November 1942 wurde er nach Polen deportiert und starb am 13. Februar 1943 im Konzentrationslager KZ Auschwitz-Birkenau. Seine Frau und seine Kinder konnten sich bis Kriegsende bei der Familie Nilsen verstecken. | 2006 |
| Nikolai Nilsen                | 5. Sep. 1890  | 6. Juli 1941  | Balsfjord        | Das Ehepaar Nikolai Nilsen und Anny Nilsen mit ihren Kindern Edmund, Nordal, Jenny und Pauline aus Balsfjord war befreundet mit der jüdischen Familie Smith aus Tromsø. Die Nilsen versteckten die Familie Smith 1940 drei Wochen lang in ihrem Haus und Nikolai Nilsen organisierte dann ihre Flucht nach Schweden und führte sie selbst über die Berge. Die Familie Smith kehrte aus Sorge um weitere Familienmitglieder im Januar 1941 nach Norwegen zurück, wohnte zunächst bei den Nilsens und dann wieder in Tromsø. Im Juni 1941 wurden alle jüdischen Männer, einschließlich Herman Smith, verhaftet und in das nahe gelegene Lager in Sydspissen, später in das Konzentrationslager Grini in der Nähe von Oslo gebracht, wo er Sklavenarbeit leisten musste. Am 26. November 1942 wurde er nach Polen deportiert und starb am 13. Februar 1943 im Konzentrationslager KZ Auschwitz-Birkenau. Seine Frau und seine Kinder konnten sich bis Kriegsende bei der Familie Nilsen verstecken. | 2006 |
| Nordal Nilsen                 | 2. Mai 1922   | 21. Apr. 2002 | Balsfjord        | Das Ehepaar Nikolai Nilsen und Anny Nilsen mit ihren Kindern Edmund, Nordal, Jenny und Pauline aus Balsfjord war befreundet mit der jüdischen Familie Smith aus Tromsø. Die Nilsen versteckten die Familie Smith 1940 drei Wochen lang in ihrem Haus und Nikolai Nilsen organisierte dann ihre Flucht nach Schweden und führte sie selbst über die Berge. Die Familie Smith kehrte aus Sorge um weitere Familienmitglieder im Januar 1941 nach Norwegen zurück, wohnte zunächst bei den Nilsens und dann wieder in Tromsø. Im Juni 1941 wurden alle jüdischen Männer, einschließlich Herman Smith, verhaftet und in das nahe gelegene Lager in Sydspissen, später in das Konzentrationslager Grini in der Nähe von Oslo gebracht, wo er Sklavenarbeit leisten musste. Am 26. November 1942 wurde er nach Polen deportiert und starb am 13. Februar 1943 im Konzentrationslager KZ Auschwitz-Birkenau. Seine Frau und seine Kinder konnten sich bis Kriegsende bei der Familie Nilsen verstecken. | 2006 |
| Pauline Nilsen                | 19. Okt. 1919 | 6. Feb. 1955  | Balsfjord        | Das Ehepaar Nikolai Nilsen und Anny Nilsen mit ihren Kindern Edmund, Nordal, Jenny und Pauline aus Balsfjord war befreundet mit der jüdischen Familie Smith aus Tromsø. Die Nilsen versteckten die Familie Smith 1940 drei Wochen lang in ihrem Haus und Nikolai Nilsen organisierte dann ihre Flucht nach Schweden und führte sie selbst über die Berge. Die Familie Smith kehrte aus Sorge um weitere Familienmitglieder im Januar 1941 nach Norwegen zurück, wohnte zunächst bei den Nilsens und dann wieder in Tromsø. Im Juni 1941 wurden alle jüdischen Männer, einschließlich Herman Smith, verhaftet und in das nahe gelegene Lager in Sydspissen, später in das Konzentrationslager Grini in der Nähe von Oslo gebracht, wo er Sklavenarbeit leisten musste. Am 26. November 1942 wurde er nach Polen deportiert und starb am 13. Februar 1943 im Konzentrationslager KZ Auschwitz-Birkenau. Seine Frau und seine Kinder konnten sich bis Kriegsende bei der Familie Nilsen verstecken. | 2006 |
| Alf Tollef Pettersen          | 1911          | 1986          | Oslo             | Bergljot Pettersen und ihr Ehemann Alf Pettersen organisierten – gemeinsam mit Reidar Larsen – den Carl-Fredriksen-Transport, wodurch die Flucht von zweiundzwanzig jüdischen Mitbürgern ins Nachbarland Schweden möglich wurde. | 2016 |
| Gerd Julie Bergljot Pettersen | 1914          | 2008          | Oslo             | Bergljot Pettersen und ihr Ehemann Alf Pettersen organisierten – gemeinsam mit Reidar Larsen – den Carl-Fredriksen-Transport, wodurch die Flucht von zweiundzwanzig jüdischen Mitbürgern ins Nachbarland Schweden möglich wurde. | 2016 |
| Ola Rauken                    | 25. Jan. 1898 | 1979          | Oslo             | Nina Hackel-Hasvold, Nic Waal, Martin Solvang, Gerda Tanberg, Ola Rauken und Ola Breisjoberget retteten das Leben von 13 jüdischen Kindern aus dem Jüdischen Kinderheim in Oslo. Das Kinderheim war 1938 und 1939 von der jüdischen Gemeinde in Oslo gegründet worden und beherbergte jüdische Kinder, die aus Österreich und Prag stammten. Nach der deutschen Besetzung Norwegens erzwangen die Deutschen und ihre norwegischen Kollaborateure die Rückführung von acht dieser Kinder zu ihren Familien. Sie kamen alle im Holocaust ums Leben. Die 13 Kinder verbliebenen Kinder im Kinderheim wurden – als die im November 1942 die Verhaftungen von jüdischen Frauen und Kindern begannen – von Nina Hackel-Hasvold, Nic Waal, Martin Solvang, Gerda Tanberg, Ola Rauken und Ola Breisjoberget über die Grenze nach Schweden gebracht. | 2006 |
| Alice Resch-Synnestvedt       |               |               | Aspet            | Alice Resch-Synnestvedt, bekannt als „Miss Resch“, arbeitete während des Zweiten Weltkriegs in Frankreich für das American Friends Service Committee, eine Quäkerorganisation. Sie engagierte sich in der humanitären Hilfe für Flüchtlinge und schloss eine enge Freundschaft mit der Dänin Helga Holbek*, die sechzehn Einrichtungen für Flüchtlingskinder in Südfrankreich betreute. Ende Februar 1941 wurden etwa 50 jüdische Kinder aus dem KZ Gurs in ein Waisenhaus in Aspet bei St. Gaudens in Südfrankreich gebracht. Resch und Holbek kümmerten sich bis zum Herbst 1942 um die Kinder, dann wurden sie in andere Waisenhäuser verlegt. Einige der Kinder blieben bis Mai 1944 in den Heimen. Viele von ihnen wurden im Frühjahr 1944 in die Schweiz geschmuggelt. Resch-Synnestvedt spielte eine wichtige Rolle bei der Rettung der Kinder und gefährdete mehrmals ihr Leben. | 1982 |
| Per Roth                      | 31. Dez. 1914 | 7. Juni 2008  | KZ Sachsenhausen | Per Roth, ein Polizeibeamter aus Stavanger, war – da ihm eine Beteiligung an der Widerstandsbewegung gegen die deutsche Besatzung in seinem Heimatland vorgeworfen wurde – als politischer Häftling ins Konzentrationslager Sachsenhausen verschleppt worden. Hier arbeitete er als Krankenpfleger im Lagerkrankenhaus und rettete das Leben von elf jüdischen Jungen. Diese waren am 24. Juni 1943 aus dem KZ Auschwitz verlegt worden, um als Versuchskaninchen für das medizinische Personal in Sachsenhausen unter der Leitung von Dr. Arnold Dohmen zu dienen. | 1994 |
| Ingeborg Rotvold              | 1891          | 1971          | Stugudalen       | Ingeborg Rotvold, Oliver Rotvold und Pedar Rotvold versteckten die vierköpfige jüdische Familie Isaksen und organisierten deren illegalen Grenzübertritt. | 2015 |
| Markus Rotvold                | 2. Okt. 1914  |               | Tromsø           | Kare Kleivan und Markus Rotvold waren zwei junge Männer aus Tromsø, die sich zu Fuß auf den Weg nach Finnland gemacht hatten, um sich den alliierten Streitkräften anzuschließen und gegen Nazi-Deutschland zu kämpfen. Unterwegs trafen sie auf die jüdische Familie Smith aus Tromsø, die auf der Flucht vor den Deportationen war. Die Smiths waren erschöpft von der langen Wanderung und die beiden norwegischen Jugendlichen blieben bei der jüdischen Familie, trugen deren beide Mädchen auf dem Rücken und geleiteten sie nach Cavi. Hier blieb die Familie Smith mehrere Monate und überquerte dann die Grenze nach Finnland. | 2006 |
| Oliver Rotvold                | 1. Apr. 1884  | 1984          | Stugudalen       | Ingeborg Rotvold, Oliver Rotvold und Pedar Rotvold versteckten die vierköpfige jüdische Familie Isaksen und organisierten deren illegalen Grenzübertritt. | 2015 |
| Peder Rotvold                 | 27. März 1924 |               | Stugudalen       | Ingeborg Rotvold, Oliver Rotvold und Pedar Rotvold versteckten die vierköpfige jüdische Familie Isaksen und organisierten deren illegalen Grenzübertritt. | 2015 |
| Haakon Saethre                | 1891          | 8. Feb. 1945  | Oslo             | Dr. Andreas Diesen wies den jüdischen Pianisten Robert Levin im Oktober 1942 unter einer falschen Diagnose in das Ullevål Hospital in Oslo ein, wo er von Diesen und Dr. Haakon Saethre – gemeinsam mit weiteren jüdischen „Patienten“ – vor den anstehenden Verfolgungen und Deportationen geschützt wurde. Nach einem mehrtägigen Krankenhausaufenthalt wurde Levin von der norwegischen Widerstandsbewegung aus dem Krankenhaus in eine Wohnung in Oslo und schließlich nach Schweden geschmuggelt. Er erreichte Schweden Ende November 1942, kurz bevor der erste Judentransport von Oslo nach Auschwitz abfuhr. | 2013 |
| Frida Sjolie                  |               |               | Oslo             | Oscar Sjølie und Frida Sjølie aus Oslo versteckten im Oktober 1942 für einen Monat David Century, organisierten die Flucht der vierköpfigen jüdischen Familie Century nach Schweden und verwahrten deren Besitz. | 2005 |
| Oscar Sjolie                  |               |               | Oslo             | Oscar Sjølie und Frida Sjølie aus Oslo versteckten im Oktober 1942 für einen Monat David Century, organisierten die Flucht der vierköpfigen jüdischen Familie Century nach Schweden und verwahrten deren Besitz. | 2005 |
| Iver Skogstad                 |               | 1980          | Orje             | Das Ehepaar Iver Skogstad und Martha Skogstad lebte in Orje in der Nähe der schwedischen Grenze. In Zusammenarbeit mit der norwegischen Widerstandsbewegung gegen die deutsche Besatzung des Landes schmuggelten sie jüdische Mitbürger nach Schweden, darunter Solveig Levin und ihre Tochter Mona Levin. | 2009 |
| Martha Skogstad               |               | 1969          | Orje             | Das Ehepaar Iver Skogstad und Martha Skogstad lebte in Orje in der Nähe der schwedischen Grenze. In Zusammenarbeit mit der norwegischen Widerstandsbewegung gegen die deutsche Besatzung des Landes schmuggelten sie jüdische Mitbürger nach Schweden, darunter Solveig Levin und ihre Tochter Mona Levin. | 2009 |
| Ingebjørg Sletten-Fosstvedt   |               |               | Oslo             | Ingebjork Sletten-Fosstvedt aus Oslo half der Familie von Julius Samuel, des Oberrabbiners von Norwegen, nach Schweden zu entkommen. | 1967 |
| Einar Solbergseter            | 13. März 1921 | 18. Aug. 2011 | Austmarka        | Hans und Laura Solbergseter und ihre Söhne Henry und Einar wohnten auf einem Bauernhof in Austmarka in der Nähe der schwedischen Grenze. Sie waren Teil der norwegischen Widerstandsbewegung gegen die deutsche Besatzung und versteckten und beherbergten im November 1942 mehrere jüdische und nichtjüdische Mitbürger, die nach Schweden fliehen wollten, darunter Blenda, Anita und Leif Grusd, Albert Rubinstein und Rolle Scheer. Die Söhne der Solbergseters, der 24-jährige Henry und der 21-jährige Einar, ruderten die Verfolgten über den Mokeren-See nach Schweden. | 2014 |
| Hans Solbergseter             | 10. März 1889 | 14. Dez. 1970 | Austmarka        | Hans und Laura Solbergseter und ihre Söhne Henry und Einar wohnten auf einem Bauernhof in Austmarka in der Nähe der schwedischen Grenze. Sie waren Teil der norwegischen Widerstandsbewegung gegen die deutsche Besatzung und versteckten und beherbergten im November 1942 mehrere jüdische und nichtjüdische Mitbürger, die nach Schweden fliehen wollten, darunter Blenda, Anita und Leif Grusd, Albert Rubinstein und Rolle Scheer. Die Söhne der Solbergseters, der 24-jährige Henry und der 21-jährige Einar, ruderten die Verfolgten über den Mokeren-See nach Schweden. | 2014 |
| Henry Tangen Solbergseter     | 1918          | 2. Dez. 1993  | Austmarka        | Hans und Laura Solbergseter und ihre Söhne Henry und Einar wohnten auf einem Bauernhof in Austmarka in der Nähe der schwedischen Grenze. Sie waren Teil der norwegischen Widerstandsbewegung gegen die deutsche Besatzung und versteckten und beherbergten im November 1942 mehrere jüdische und nichtjüdische Mitbürger, die nach Schweden fliehen wollten, darunter Blenda, Anita und Leif Grusd, Albert Rubinstein und Rolle Scheer. Die Söhne der Solbergseters, der 24-jährige Henry und der 21-jährige Einar, ruderten die Verfolgten über den Mokeren-See nach Schweden. | 2014 |
| Laura Solbergseter            | 2. Jan. 1889  | 3. Feb. 1980  | Austmarka        | Hans und Laura Solbergseter und ihre Söhne Henry und Einar wohnten auf einem Bauernhof in Austmarka in der Nähe der schwedischen Grenze. Sie waren Teil der norwegischen Widerstandsbewegung gegen die deutsche Besatzung und versteckten und beherbergten im November 1942 mehrere jüdische und nichtjüdische Mitbürger, die nach Schweden fliehen wollten, darunter Blenda, Anita und Leif Grusd, Albert Rubinstein und Rolle Scheer. Die Söhne der Solbergseters, der 24-jährige Henry und der 21-jährige Einar, ruderten die Verfolgten über den Mokeren-See nach Schweden. | 2014 |
| Martin Solvang                | 19. Feb. 1908 |               | Oslo             | Nina Hackel-Hasvold, Nic Waal, Martin Solvang, Gerda Tanberg, Ola Rauken und Ola Breisjoberget retteten das Leben von 13 jüdischen Kindern aus dem Jüdischen Kinderheim in Oslo. Das Kinderheim war 1938 und 1939 von der jüdischen Gemeinde in Oslo gegründet worden und beherbergte jüdische Kinder, die aus Österreich und Prag stammten. Nach der deutschen Besetzung Norwegens erzwangen die Deutschen und ihre norwegischen Kollaborateure die Rückführung von acht dieser Kinder zu ihren Familien. Sie kamen alle im Holocaust ums Leben. Die 13 Kinder verbliebenen Kinder im Kinderheim wurden – als die im November 1942 die Verhaftungen von jüdischen Frauen und Kindern begannen – von Nina Hackel-Hasvold, Nic Waal, Martin Solvang, Gerda Tanberg, Ola Rauken und Ola Breisjoberget über die Grenze nach Schweden gebracht. | 2006 |
| Randi Sorensen                | 1896          | 9. Feb. 1978  | Oslo             | Ingvild Furre und ihre Tante Randi Sorensen aus Oslo versteckten Ende 1942 bis April 1943 die beiden jüdischen Schwestern Rosa Paikin und Elle Paikin und organisierten deren illegalen Transfer nach Schweden. | 2010 |
| Kari Staubo-Pettersen         | 12. Aug. 1915 |               | Oslo             | Kari Staubo-Pettersen nahm im Oktober 1942 in Oslo ihre jüdische Schulfreundin Solveig Levin und deren Tochter Mona Levin bei sich auf, die aus Angst vor Verhaftung und Deportation nicht mehr nach Hause gehen konnte. Staubo-Pettersen kontaktierte einen Freund, der in der norwegischen Widerstandsbewegung gegen die deutsche Besatzung tätig war. Es gelang Solveig Levin und ihre Tochter zur Farm von Iver und Martha Skogstad zu bringen, die sie mit anderen Juden über die Grenze nach Schweden schmuggelten. | 2009 |
| Rolf Alexander Syversen       | 1906          | 30. Okt. 1944 | Oslo             | Rolf Alexander Syversen organisierte den Schutz und den illegalen Transfer zahlreicher jüdischer Mitbürger. | 2016 |
| Gerda Tanberg                 | 22. Sep. 1903 |               | Oslo             | Nina Hackel-Hasvold, Nic Waal, Martin Solvang, Gerda Tanberg, Ola Rauken und Ola Breisjoberget retteten das Leben von 13 jüdischen Kindern aus dem Jüdischen Kinderheim in Oslo. Das Kinderheim war 1938 und 1939 von der jüdischen Gemeinde in Oslo gegründet worden und beherbergte jüdische Kinder, die aus Österreich und Prag stammten. Nach der deutschen Besetzung Norwegens erzwangen die Deutschen und ihre norwegischen Kollaborateure die Rückführung von acht dieser Kinder zu ihren Familien. Sie kamen alle im Holocaust ums Leben. Die 13 Kinder verbliebenen Kinder im Kinderheim wurden – als die im November 1942 die Verhaftungen von jüdischen Frauen und Kindern begannen – von Nina Hackel-Hasvold, Nic Waal, Martin Solvang, Gerda Tanberg, Ola Rauken und Ola Breisjoberget über die Grenze nach Schweden gebracht. | 2006 |
| Margit Tosterud               |               |               | Oslo             | Margit Tosterud (geb. Limbodal) aus Oslo war im Jahr 1939 Kindermädchen des jüdischen Paares David Isak und Ida Bermann. Sie kümmerte sich bis 1940 um deren gerade geborenen Sohn Narve. Nach der Besetzung Norwegens durch Deutschland und den beginnenden Judenverfolgungen im Herbst 1942 wurde David Isak verhaftet und nach Auschwitz deportiert, wo er im Januar 1943 starb. Seine Frau Ida Bermann, die inzwischen zwei kleine Kinder hatte vertraute Margit Tosterud ihren sechs Monate alten Sohn Ingar an und floh mit ihrem Sohn Narve über die Grenze nach Schweden. Ingar lebte bis zur Befreiung 1945 bei Margit Tosterud. Nach dem Ende des Krieges kehrte Ida Bermann nach Norwegen zurück und wurde mit ihrem Baby wieder vereint. | 2000 |
| Asbjorn Trosholmen            | 1923          | 30. Mai 1991  |                  | Karl Trosholmen, seine Frau Inga Amalie Trosholmen und ihr Sohn Asbjorn Trosholmen wohnten in der Nähe der schwedischen Grenze und waren Mitglieder der norwegischen Untergrundbewegung gegen die deutsche Besatzung. Viele von Deportation bedrohten Juden wurden – oftmals aus Oslo – in die Nähe der schwedischen Grenze gebracht, mussten dann eine größere Wegstrecke durch die Wälder zum Haus der Trosholmens laufen, erhielten hier nach Nennung des Codewortes „Tordenskjold“ Zutritt und Unterkunft und wurden von den Trosholmens über den See nach Schweden gerudert. Die Familie Trosholmen schmuggelte zahlreiche jüdische Mitbürger über die Grenze, darunter auch Herman Raskow und seine schwangere Frau Fanny. Als Karl Trosholmen 1973 seinen 80. Geburtstag feierte, nahmen mehr als 100 norwegische Juden, die von ihm gerettet worden waren, an der Veranstaltung teil. | 2014 |
| Inga Amalie Trosholmen        | 1897          | 1. Nov. 1986  |                  | Karl Trosholmen, seine Frau Inga Amalie Trosholmen und ihr Sohn Asbjorn Trosholmen wohnten in der Nähe der schwedischen Grenze und waren Mitglieder der norwegischen Untergrundbewegung gegen die deutsche Besatzung. Viele von Deportation bedrohten Juden wurden – oftmals aus Oslo – in die Nähe der schwedischen Grenze gebracht, mussten dann eine größere Wegstrecke durch die Wälder zum Haus der Trosholmens laufen, erhielten hier nach Nennung des Codewortes „Tordenskjold“ Zutritt und Unterkunft und wurden von den Trosholmens über den See nach Schweden gerudert. Die Familie Trosholmen schmuggelte zahlreiche jüdische Mitbürger über die Grenze, darunter auch Herman Raskow und seine schwangere Frau Fanny. Als Karl Trosholmen 1973 seinen 80. Geburtstag feierte, nahmen mehr als 100 norwegische Juden, die von ihm gerettet worden waren, an der Veranstaltung teil. | 2014 |
| Karl Trosholmen               | 1893          | 4. Aug. 1980  |                  | Karl Trosholmen, seine Frau Inga Amalie Trosholmen und ihr Sohn Asbjorn Trosholmen wohnten in der Nähe der schwedischen Grenze und waren Mitglieder der norwegischen Untergrundbewegung gegen die deutsche Besatzung. Viele von Deportation bedrohten Juden wurden – oftmals aus Oslo – in die Nähe der schwedischen Grenze gebracht, mussten dann eine größere Wegstrecke durch die Wälder zum Haus der Trosholmens laufen, erhielten hier nach Nennung des Codewortes „Tordenskjold“ Zutritt und Unterkunft und wurden von den Trosholmens über den See nach Schweden gerudert. Die Familie Trosholmen schmuggelte zahlreiche jüdische Mitbürger über die Grenze, darunter auch Herman Raskow und seine schwangere Frau Fanny. Als Karl Trosholmen 1973 seinen 80. Geburtstag feierte, nahmen mehr als 100 norwegische Juden, die von ihm gerettet worden waren, an der Veranstaltung teil. | 2014 |
| Ragna Volder                  | 29. Nov. 1891 | 15. Juni 1982 | Oslo             | Ragna Volder versteckte ab Oktober 1942 für mehrere Wochen die Jüdin Sara Ernst, die Mutter ihrer Schwiegertochter. Ragna Volder beherbergte Sara Ernst bis der Kontakt zum norwegischen Untergrund hergestellt war und sie nach Schweden geschleust werden konnte. | 2008 |
| Nic Waal                      | 1905          | 28. Mai 1960  | Oslo             | Nina Hackel-Hasvold, Nic Waal, Martin Solvang, Gerda Tanberg, Ola Rauken und Ola Breisjoberget retteten das Leben von 13 jüdischen Kindern aus dem Jüdischen Kinderheim in Oslo. Das Kinderheim war 1938 und 1939 von der jüdischen Gemeinde in Oslo gegründet worden und beherbergte jüdische Kinder, die aus Österreich und Prag stammten. Nach der deutschen Besetzung Norwegens erzwangen die Deutschen und ihre norwegischen Kollaborateure die Rückführung von acht dieser Kinder zu ihren Familien. Sie kamen alle im Holocaust ums Leben. Die 13 Kinder verbliebenen Kinder im Kinderheim wurden – als die im November 1942 die Verhaftungen von jüdischen Frauen und Kindern begannen – von Nina Hackel-Hasvold, Nic Waal, Martin Solvang, Gerda Tanberg, Ola Rauken und Ola Breisjoberget über die Grenze nach Schweden gebracht. | 2006 |
| Einar Wellen                  |               |               | Oslo             | Einar Wellen, ein zwanzigjähriger Student aus Oslo war Mitglied der norwegischen Widerstandsbewegung gegen die deutsche Besatzung. Er half bei der Rettung der deutsch-jüdischen Familie Rosenberg (Margrit Rosenberg und ihre Eltern Alice und Markus Rosenberg), die im September 1938 aus Deutschland nach Norwegen geflohen waren. Wellen organisierte im Januar 1939 die Flucht der Rosenbergs nach Schweden. | 1995 |
| Agnes Wilhelmsen              | 1889          | 1967          | Oslo             | Nanti und Harald Bryn, Alfhild Bonnevie, Agnes und Einar Follestad, Finn und Valdis Nielssen sowie Agnes und Carl Wilhelmsen retteten einer Reihe von Juden aus Oslo, darunter Herman Raskow und seine schwangere Frau Fanny, das Leben. Die neun Norweger versteckten die Verfolgten in ihren Häusern und organisierten deren Flucht nach Schweden. | 1999 |
| Carl Wilhelmsen               | 1890          | 1987          | Oslo             | Nanti und Harald Bryn, Alfhild Bonnevie, Agnes und Einar Follestad, Finn und Valdis Nielssen sowie Agnes und Carl Wilhelmsen retteten einer Reihe von Juden aus Oslo, darunter Herman Raskow und seine schwangere Frau Fanny, das Leben. Die neun Norweger versteckten die Verfolgten in ihren Häusern und organisierten deren Flucht nach Schweden. | 1999 |